# NGC 851
NGC 851 is een spiraalvormig sterrenstelsel in het sterrenbeeld Walvis. Het hemelobject werd op 30 november 1885 ontdekt door de Amerikaanse astronoom Edward D. Swift.

## Synoniemen
- PGC 8368
- UGC 1680
- IRAS02086+0332
- MCG 1-6-54
- KCPG 59B
- MK 588
- KUG 0208+035
- ZWG 413.58